# Proračun
 Ovo je glavno značenje pojma Proračun. Za druga značenja pogledajte Proračun (razdvojba).
Državni proračun, u smislu Zakonu o proračunu, je akt kojim se procjenjuju prihodi i primici te utvrđuju rashodi i izdatci države za jednu godinu.
Često se misli da kad je u pitanju proračun da se uvijek radi o novcu, međutim to nije uvijek tako. Proračun može biti izražen financijski, u radnim satima, u jedinicama proizvoda ili strojnim satima. Za proračun je bitno da bude izražen u nekom brojčano mjerljivom obliku.
Proračun se može odnositi na :
- operacije - npr. proračun troškova
- izdatke kapitala - npr. proračun izdataka kapitala
- tijek novca - npr. proračun gotovine

Proračun je temeljni instrument planiranja u mnogim poduzećima jer "prisiljava" tvrtku da unaprijed učini numeričku kompilaciju očekivanog toka novca, troškova i prihoda, kapitalnih izdataka ili iskorištenosti radnih i strojnih sati.

## Vrste proračuna
1. Prilagodljivi (fleksibilni)
- Fleksibilni proračun je dinamičan ili varijabilni proračun tj. serija za različite razine aktivnosti. Glavni financijski plan poduzeća ima obilježje nefleksibilnog plana, temelji se na samo jednoj zadanoj razini aktivnosti ili kapacitetu. Takav proračun se dopunjava s fleksibilnim proračunom

2. Programski
- primjer su proračuni državnih ministarstava ili pak državni proračun
- zahtijevaju detaljno i opsežno planiranje, te identificiranje ciljeva i programa za postizanje ciljeva

3. Proračun nulte baze
- kombinacija prilagodljivog i programskog proračuna
- Manager razmišlja o "radnom paketu", kao da programi počinju ni od čega, tj. "od nule"